# Mark Behr
Mark Behr Tanganyika, 19 oktober 1963 – Johannesburg,  28 november 2015) was een Zuid-Afrikaans schrijver en hoogleraar.

## Biografie
Behr werd geboren in Tanganyika (tegenwoordig Tanzania). Toen hij twee jaar was, verhuisden zijn ouders naar Durban. Hij werd gedeeltelijk Engels, gedeeltelijk Afrikaans opgevoed. Na de middelbare school moest hij in dienst en werd, zoals veel van zijn leeftijdgenoten, naar de grensoorlog in Angola gestuurd. Vervolgens studeerde hij politieke wetenschappen en Engels aan de Universiteit van Stellenbosch, gevolgd door een Honneursgraad. Als student was hij actief betrokken bij de NUSAS (de Nationale Unie van Zuid-Afrikaanse Studenten} en de End Conscription Campaign. Echter, in 1990 maakte hij, tijdens een ANC-bijeenkomst in Lusaka, bekend dat hij vanaf 1986 onder zijn medestudenten had gespioneerd voor de Zuid-Afrikaanse veiligheidsdienst. Na een onderzoeksbaan aan het International Peace Research Institute in Oslo vertrok hij naar Amerika. Hij behaalde zijn Masters (3x) aan de Notre Dame Universiteit (Indiana): in Internationale Vredesstudies (1993), creatief schrijven (1998) en Engelse literatuur (2000). Terug in Zuid-Afrika was hij docent Engels aan de Vista Universiteit in Johannesburg, hoogleraar aan het College of Santa Fe in New Mexico en professor creatief schrijven aan het Rhodes College in Memphis, Tennessee, en in het MA programma van de Witwatersrand Universiteit in Johannesburg.  Behr overleed aan een hartinfarct op 52-jarige leeftijd.

## De schrijver
Mark Behr begon zijn literaire loopbaan met het schrijven van gedichten tijdens zijn studie  in Stellenbosch. Ze werden gepubliceerd in een (Afrikaanstalig) studentenblad. In 1993 debuteerde hij met de roman Die reuk van appels, waarin een soldaat tijdens de grensoorlog in Angola in 1989 een cruciale periode uit zijn jeugd herleeft.In 1995 kwam de door hem zelf geschreven Engelse editie uit. Zijn twee volgende boeken schreef hij uitsluitend in het Engels. 
In  Embrace domineert de bewustwording van de homoseksuele geaardheid van een jongen in de indoctrinerende sfeer van de jaren 70 in een koorschool in de Zuid-Afrikaanse Drakensbergen.  Dit is meer dan een knipoog naar de Drakensberg Boys’ Choir School waar hij zelf twee jaar studeerde.
In Kings of the Water keert de hoofdpersoon voor de begrafenis van zijn moeder terug naar Zuid-Afrika. Tijdens die dag duiken doorheen zijn ontmoetingen niet alleen herinneringen op maar schetst hij ook de uitdagingen van de nieuwe politieke realiteit.
Die reuk van appels werd door Johann Smith in 2017 bewerkt tot een theatermonoloog. In een regie van Lara Bye speelde Gideon Lombard meer dan 100 voorstellingen en werd het stuk met verschillende theaterprijzen bekroond.
Zijn werken werden in een tiental talen vertaald.
Alle drie de romans hebben een hoog autobiografisch karakter.

### romans
- Die reuk van appels(1993)
- The smell of apples (1995)
- Embrace (2000)
- Kings of the water (2009

### korte verhalen en essays
- Die Boer en die swaan (1993)
- Cape Town, my love (2006)
- Socrates, Miss Celie and me(2006)
- People like us (2007)
- Boy (2009)

## In het Nederlands vertaald
De geur van appels , 1995, vertaald door Riet de Jong-Goossens
Kaapstad, mijn liefste, 2007, verscheen in Streven, nr. 74/7 blz. 632-641
Jongen, 2012, verscheen in Zizo, nr. 118, blz. 78-79
Socrates, Miss Celie en ik, 2014, verscheen in Volzin, maart 2014, blz. 20-26
De lezer ontdekt kleur. Over ‘De kleur paars’ van Alice Walker, verscheen in Deus ex Machina 154, december 2015, blz. 86-88

## Prijzen en bekroningen
Die Reuk van Appels:
-        CNA-debuutprijs (1994)
-        Eugène Maraisprijs (1994)
-        Shortlist M-Netprijs (1994)
The Smell of Apples
-        Betty Trash Award (1995)
-        Shortlist Guardian Fiction Award (1995)
-        Shortlist John Steinbeckprijs (1996)
-        Art Seidenbaum Award (Los Angeles Times) 1996)
-        M-Netprijs (1996)
Embrace
-        Shortlist Sunday Times Fiction Prize (2000)
-        Shortlist Encore Award (2000)
Kings of the Water
-        Shortlist prijs voor creatief schrijven van de universiteit Johannesburg
- Bibliothèque nationale de France: cb161837265 (data)
- Digitale Bibliotheek voor de Nederlandse Letteren: behr012
- Gemeinsame Normdatei: 123157129
- International Standard Name Identifier: 0000 0001 2146 5243
- Library of Congress Control Number: n95049652
- Nationale Bibliotheek van Israël: 987007320472805171
- Nederlandse Thesaurus van Auteursnamen: 134307224
- Système universitaire de documentation: 168214253
- Virtual International Authority File: 107076646
- WorldCat: E39PBJvHbKQqDCg9f7pCPfGPwC